# البطولة الوطنية التونسية 1971–72
الدوري التونسي لكرة القدم 1971-1972 هو الموسم رقم 17 من الرابطة التونسية المحترفة الأولى لكرة القدم. أفضل 16 ناديا تونسيا يلعبون فيما بينهم ذهابا وإيابا.

فاز بهذا الموسم النجم الرياضي الساحلي، وجاء ثانيا النادي الأفريقي وثالثا النادي الأولمبي للنقل.